# Haro Asō
Haro Asō (麻生羽呂?, Asō Haro; Osaka, 4 gennaio 1980) è una fumettista giapponese.
Dopo il suo debutto nel 2005, ha serializzato Hyde & Closer da dicembre 2007 a luglio 2009 e Alice in Borderland da novembre 2010 a marzo 2016. Dopo essersi ritirato dall'illustrazione, ha realizzato la storia per Zombie 100 - Cento cose da fare prima di non-morire nell'ottobre 2018 e Noyu Girl nell'agosto 2021.

## Biografia
Haro Asō è nato a Osaka, in Giappone. Ha frequentato l'Università del Kansai, ma in seguito ha abbandonato gli studi. Ha fatto il suo debutto come fumettista nel 2005 con YUNGE!. Il 26 dicembre 2007, Asō ha lanciato Hyde & Closer. La serie ha terminato la sua serializzazione il 3 luglio 2009. Dopo il completamento di Hyde & Closer, Asō ha lanciato Alice in Borderland il 25 novembre 2010. La serie si è conclusa il 2 marzo 2016. Al momento della conclusione del manga, aveva 1,3 milioni di copie in circolazione. Il manga ha anche ricevuto due importanti adattamenti, una serie anime e una serie televisiva live-action Alice in Borderland. Dopo il completamento di Alice in Borderland, Asō intendeva ritirarsi dal disegno, anche se uscì dal ritiro per disegnare uno spin-off dopo l'uscita della serie televisiva.
A partire dal 19 ottobre 2018, Asō ha realizzato la storia della serie manga Zombie 100 - Cento cose da fare prima di non-morire; Kotaro Takata ha realizzato le illustrazioni. A partire dal 20 agosto 2021, Asō realizzerà la storia di un'altra serie manga, Noyu Girl; Shirō Yoshida si occuperà delle illustrazioni.

## Opere
- YUNGE! (one-shot pubblicato su Weekly Shōnen Sunday Cho) (2005)
- Hyde & Closer (呪法解禁!! ハイド&クローサー, Juhou Kaikin!! Haido ando Kurōsā) (serializzato su Weekly Shōnen Sunday e Club Sunday) (2007-2009)
- Alice in Borderland (今際の国のアリス, Imawa no Kuni no Arisu) (serializzato su Shōnen Sunday S e Weekly Shōnen Sunday) (2010–2016)
- Zombie 100 - Cento cose da fare prima di non-morire (ゾン100 ~ゾンビになるまでにしたい100のこと~, Zon 100 ~ Zonbi ni Naru made ni Shitai 100 no Koto ~) (serializzato su Monthly Sunday Gene-X; illustrato da Kotaro Takata) (2018–in corso)
- Noyu Girl (serializzato su Yawaraka Spirits; illustrato da Shirō Yoshida) (2021–2022)
- Sex-chan (serializzato su Comic Cmoa; scritto da Tatsunari Iota e illustrato da Mano Sakamoto) (2022)